# Уинтер, Ник
Энтони Уильям Уинтер (англ. Anthony William «Nick» Winter; 25 августа 1894, Новый Южный Уэльс — 6 мая 1955 или 7 мая 1955, Пейджвуд) — австралийский легкоатлет (тройной прыжок), чемпион летних Олимпийских игр 1924 года в Париже, участник двух Олимпиад, рекордсмен мира.

## Биография
Уинтер работал разнорабочим. С ранних лет активно занимался различными видами спорта (лёгкая атлетика, футбол, регби, крикет, теннис, гольф, борьба, бильярд). В 1915 году поступил на службу. На следующий год был направлен в Египет в качестве водителя. В 1916 году служил во Франции, где работал в депо. В 1919 году вернулся в Австралию. С 1919 по 1927 год работал пожарным в Мэнли (Новый Южный Уэльс).
В 1920 году Уинтер рассматривался в качестве кандидата в олимпийскую сборную Австралии, однако не прошёл отбор. В 1921 году Уинтер стал первым на чемпионате в Южном Уэльсе с результатом 15,15 м, а на следующий год занял 3-е место, прыгнув на 14,73 м. Он смог отобраться на летних Олимпийских играх 1924 года. В Париже Уинтер стал олимпийским чемпионом (15,525 м — мировой рекорд), опередив серебряного призёра аргентинца Луиса Брунетто (15,425 м) и ставшего третьим финна Вильхо Туулоса (15,37 м).
На летних Олимпийских играх 1928 года в Амстердаме Уинтер занял 12-е место с результатом 14,15 м и не смог пробиться в финальную стадию соревнований.
С 1919 по 1928 год Уинтер каждый год входил в десятку лучших атлетов в мире в тройном прыжке. В 1930 году Уинтер единственный раз в карьере стал чемпионом Австралии, а в 1932 году стал серебряным призёром чемпионата Австралии.
В 1927 году от оставил работу пожарника. В 1930-х — 1940-х годах Уинтер вёл небольшой собственный бизнес — у него были собственная бильярдная, парикмахерская и табачный бизнес. Последние годы жизни он много пил и умер в своём доме от отравления угарным газом.